# 巴耶納爾

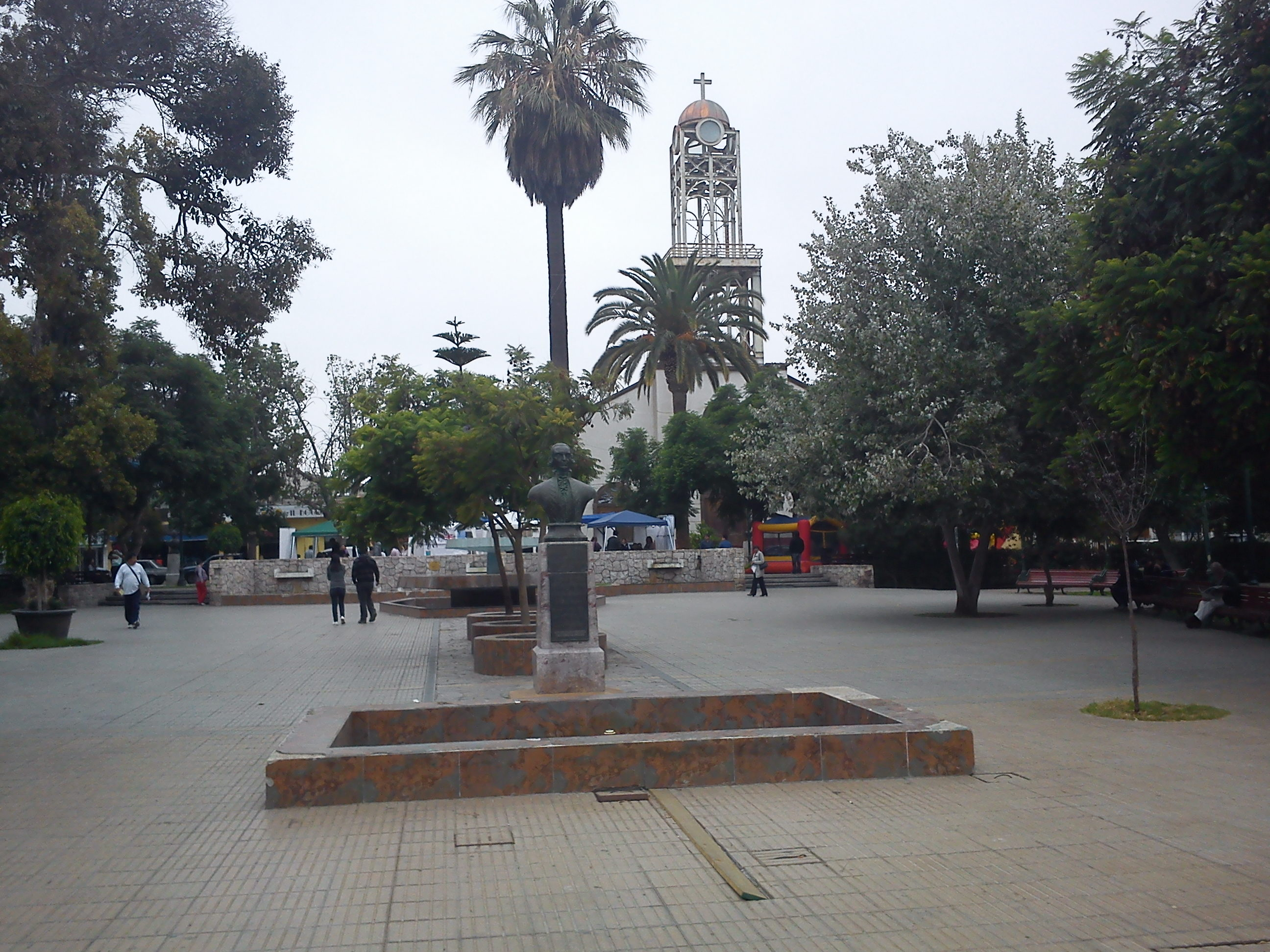

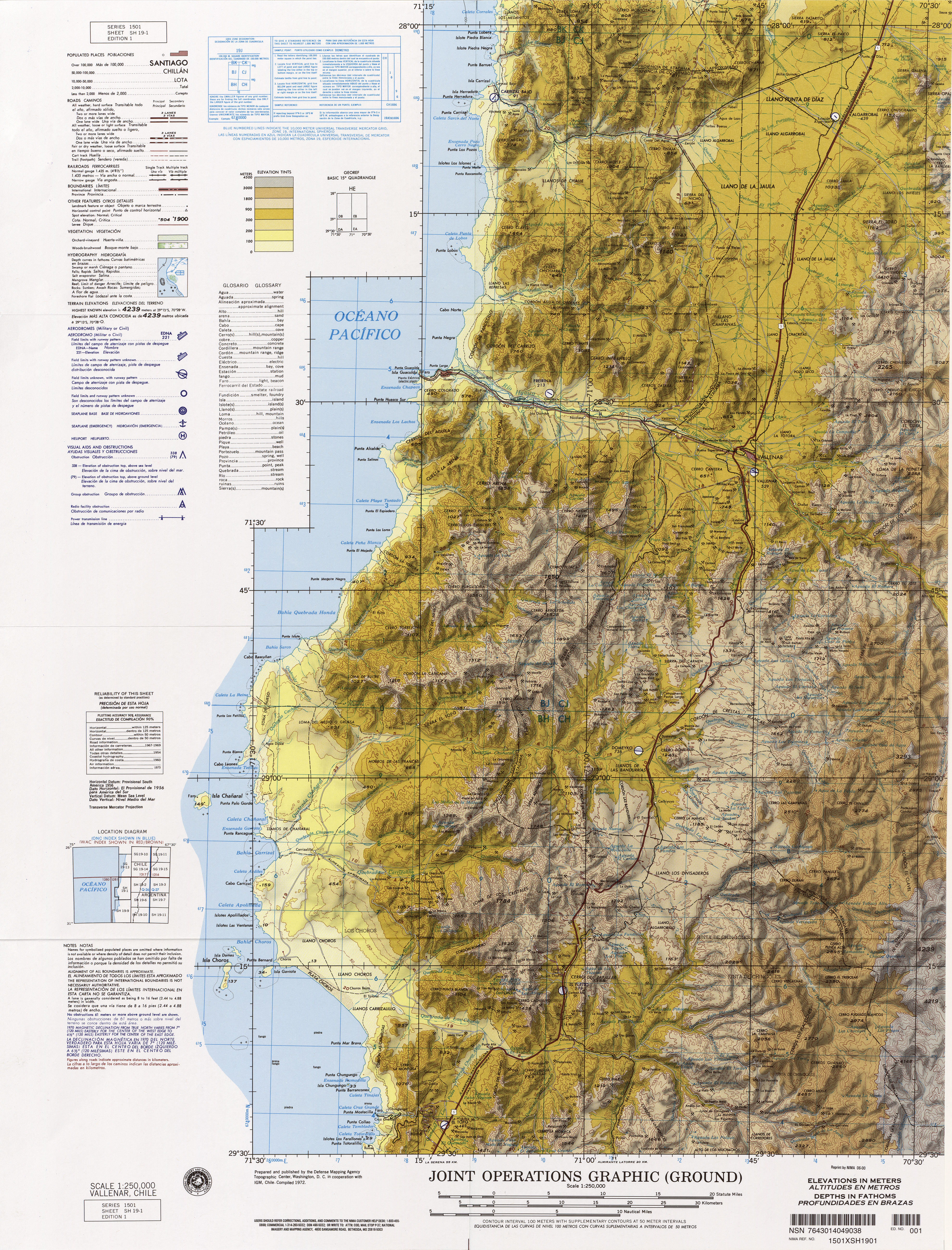

巴耶納爾是智利的城鎮，位於該國北部，由阿塔卡馬大區負責管轄，也是瓦斯科省的首府，始建於1789年，面積7,083平方公里，海拔高度441米，2017年人口51,917，人口密度每平方公里6.8人。

## 外部連結
- （西班牙文） Municipality of Vallenar （页面存档备份，存于）